# Marina Sechi Nuvole
Marina Sechi Nuvole (l'Alguer, 18 de juny de 1956) és una acadèmica, investigadora i professora universitària algueressa.
Doctora en matèria literària i en pedagogia, el 1983 s'integrà com a investigadora de geografia a la Universitat de Sàsser de Sardenya), i el 1999 com a professora associada de geografia a la Università degli Studi di Lecce, càrrec que també exercí a la Universitat de Sàsser, on el 2005 exercí com a professora ordinària de geografia. També ha estat professora titular a la Universitat de Nuoro i a la Universitat de Gènova. I ha format part de diverses comissions i associacions, com l'Associació Italiana de Geògrafs (AGEI), i de comissions de toponimia a Sàsser o l'Alguer, ocupant-se des del 2008 de la coordinació del grup de treball Toponomàstica de la Ciutat i del Territori de l'Alguer, en la Consulta cívica per a les polítiques lingüístiques del català de l'Alguer.
Entre les seves publicacions en el món acadèmic i científic destaca l'obra en tres volums “L'estiu del colera. Un model·lo de geografia historic-social: la invasió de la malaltia a l'Alguer en el 1855 entre prevenció, governance i solidaritat”, editat per Edicions de l'Alguer. I també la seva participació en l'obra col·lectiva "Sistema integrat del paisatge entre antropització, geo-economia, medi ambient i desenvolupament econòmic: actes dels congressos", publicada el 2017, en la qual és la responsable dels capítols 'Letteratura di viaggio e colera: I paesaggi della crimea descritti dagli ufficiali dell'esercito Sardo-Piamontese' i 'Matrici e tariffe d'estimo per gli oliveti proposte dal catasto provvisorio al comune di alghero (Sassari, Italia)'.
L'any 2023 va rebre el 'premi Donna', concedit per la Secció d'Alguer de la Federazione Italiana Donne Arti, Professioni, Affari.
Com a especialista en geografia i cartografia, des de l'octubre de 2022 és membre corresponent de la Secció de Filosofia i Ciències Socials de l'Institut d'Estudis Catalans.